# Купол (геология)
Купол — деформационная геологическая формация горных пород, состоящая из симметрично снижающихся антиклиналей; их общий контур на геологической карте круглый или овальный. В зависимости от факторов, повлиявших на образование куполов, последние подразделяют на 4 группы: тектонические, вулканические, гранито-гнейсовые и соляные.
Пласты в куполе загнуты вверх в центре; если вершина купола разъедена, результатом будет серия концентрических пластов, которые становятся более старыми прогрессивно от края, с самыми старыми скалами, расположенными в центре.
Некоторые геологические купола слишком велики, чтобы оценить их размер с поверхности Земли, и могут быть видны только с большой высоты или на геологической карте.